# دورود
دورود () یکی از شهرهای استان لرستان است که در کنار اشترانکوه قرار گرفته است و عنوان پایتخت طبیعت ایران به ثبت رسیده و شناخته میشود. دورود از نظر جمعیت سومین شهر پرجمعیت لرستان و هفتادوهشتمین شهر پر جمعیت ایران است.مردم دورود از قوم لر و به زبان لری گویش میکنند. جمعیت شهرستان دورود برابر با ۹۳۸'۲۴۱ نفر گزارش شده است.*
دورود در دامنه رشته کوه زاگرس و میان دو سر شاخه اصلی رود/سد دز  و قرار گرفته است که یکی از شمال و یکی از شرق به نام‌های «تیره» و «ماربره» از میان شهر دورود گذر کرده به هم می‌پیوندند و با نام رود سزار سرچشمه اصلی رود دز می‌شوند. از لحاظ گردشگری، بیشتر توجه به جاذبه‌های طبیعی و تاریخی دورود معطوف می‌شود. وجود منابع طبیعی بکر بسیار از جمله آبشار های خروشان، کوه های سر به فلک کشیده، رودخانه های متعدد، چشمه های انبوه، جنگل های وسیع بلوط،دره ها، غار ها، تنگه ها، دشت های زیبا و... باعث شده این شهر *لقب پایتخت طبیعت ایران را یدک بکشد.از جمله جاذبه های طبیعی گردشگری شهر دورود *میتوان به آبشار بیشه, آبشار اذنادر، آبشار گرمه، دریاچه گهر، تالاب ازگن، کوه پریز، اشتران کوه، کوه قارون ، کوه باباهور، روخانه ماربره، رودخانه تیره، ۷ چشمه ،چشمه وقت، تنگه لی لی ، تنگه عزیز آباد، دشت لاله های رزسو، دشت سیلاخور، سراب چمنار، دره نی گاه، دره چکان، دره اسپر،  غار منو، غار مردگان ، غار وقت ، تفرجگاه باباهور، پارک جنگلی و... اشاره کرد.
همچنین شهر دورود علاوه بر لقب پایتخت طبیعت ایران, به دلیل وجود آبشارهای متعدد در این شهر لقب سزمین آبشارهای خروشان هم به این شهر داده می‌شود. علاوه بر طبیعت بکر دورود، این از صنعتی‌ترین، پر بارش‌ترین و پر رفت و آمدترین شهرهای استان لرستان به حساب می‌آید. مردم شهر دورود عمدتاً مسلمان و پیرو مذهب شیعه هستند. زبان مردم آن لری است.
همچنین با رونق‌گیری اقتصاد شهر و عبور راه‌آهن سراسری از شهر، مهاجرت به شهر افزایش یافت. همچنین بزرگراه‌های شمال- جنوب و شرق به غرب از این شهر، دورود را در زمره شهرهای با حمل و نقل مناسب‌تری قرار داده است. دورود از شهرهای صنعتی ایران است. وجود کارخانه سیمان دورود، صنایع دفاع، صنایع غذایی گهر، کارخانه فارسیت، کارخانه قند و … در دورود باعث رونق‌گیری اقتصادی شهر شده است. این شهر همچنین از معادن سنگ زیادی برخوردار است که کارخانه‌های سنگبری و سیمان را تغذیه می‌کند. محصولات این کارخانه‌ها به استان‌های همسایه و نقاط مختلف کشور صادر می‌شوند. از نظر اماکن تاریخی و گردشگری در دورود می‌توان به پل تاریخی چالانچولان، قلعه رومیان، حمام تاریخی، قلعه تاریخی و گورستان روستای افراونده و … اشاره کرد. گفتنی است برخی آثار تاریخی دورود مربوط به دوره نو سنگی و عصر مس است.
بر اساس مستندات سازمان شهرداری‌ها و دهیاری‌های کشور، شهرداری دورود از سال ۱۳۲۸ خورشیدی تأسیس شده که جمعیت آن بالغ بر هفت هزار نفر می‌شد، در سال ۱۴۰۱، درجه شهرداری این شهر ۸ بوده است.

## نام‌گذاری
دورود در دوره قاجاریه به دلیل تلاقی دو رودخانه تیره و ماربره، بین‌النهرین (به معنای دو رود) نامیده می‌شد. در دوره پهلوی یکم این نام به بحرین (بین دو دریا) تغییر پیدا کرد تا اینکه در دوره پهلوی دوم نام شهر از بحرین به دورود تغییر پیدا کرد. دلیل اصلی نام‌گذاری شهر دورود از گذشته تا به امروز، وجود دو رودخانه تیره و ماربره بوده که در این شهر تلاقی پیدا کرده‌اند.

## تاریخ
دورود به دلیل موقعیت جغرافیایی، در طول تاریخ همواره مورد توجه بوده است تا جایی که بعضی حفاری‌ها در این منطقه سبب پیدایش دهکده‌هایی با بیش از هفت هزار سال قدمت شده است. دشت سیلاخور و مخصوصاً مکان فعلی شهر دورود به دلیل غنی بودن از نظر کشاورزی، شاه راه بودن، خوش آب و هوا بودن، منحصر به فرد بودن زیست‌بوم آن، از گذشته تا کنون مورد توجه ویژه قرار داشته است. از جمله آثار تاریخی شهر دورود می‌توان به گورستان‌های تاریخی که قدمت آن‌ها به بیش از ۵۰۰۰ سال می‌رسد اشاره کرد. از دیگر مناطق تاریخی شهرستان دورود روستای افراونده می‌باشد. این روستا دارای حمام تاریخی، قلعه تاریخی و گورستان تاریخی می‌باشد که قدمت ساخت آن‌ها به دوره صفویه یا زندیه می‌رسد.

از جاذبه‌های تاریخی شهرستان دورود می‌توان به پل تاریخی چالانچولان اشاره کرد. پایه این پل در زمان ساسانیان پایه‌گذاری شده است و در زمان صفویه گسترش پیدا کرد. این پل بر روی رودخانه سزار احداث شده است و طول پل ۶ در ۱۲۰ متر است که دارای ۶ طاق چشمه می‌باشد که ارتفاع طاق چشمه‌ها به بیش از یک متر می‌رسد. پل تاریخی چالان چولان دارای موج شکن‌هایی در قسمت شمال غربی است. جهت امنیت عابرین از روی پل، دو طرف پل دارای دیواره آجری به ارتفاع ۹۰ سانتی‌متر است. این پل به‌عنوان یکی از آثار ملی ایران به ثبت رسیده است. این پل در ۲۰ کیلومتری شهر دورود واقع شده است.
از مهم‌ترین آثار تاریخی دورود که قدمت آن‌ها از پیش از اسلام تا پس از اسلام می‌رسد، می‌توان به‌طور خلاصه به موارد زیر اشاره کرد: تپه باباشاه، پاتپه دورود، تپه گوشه پل ۳، تپه آسیاب عالم‌آباد، تپه گورستان چقا بهرام، تپه گورستان یهودیان، محوطه روباه چالانچولان، محوطه عزیزآباد کوچک، حمام افراونده، حمام دوخواهران، حمام عالم‌آباد، حمام چوبدار علیا، تپه بالاده کلنگانه، تپه سبز ۲، تپه قلعه جهانگیر (۲–۱)، روستای تاریخی درمیان،

## جغرافیا

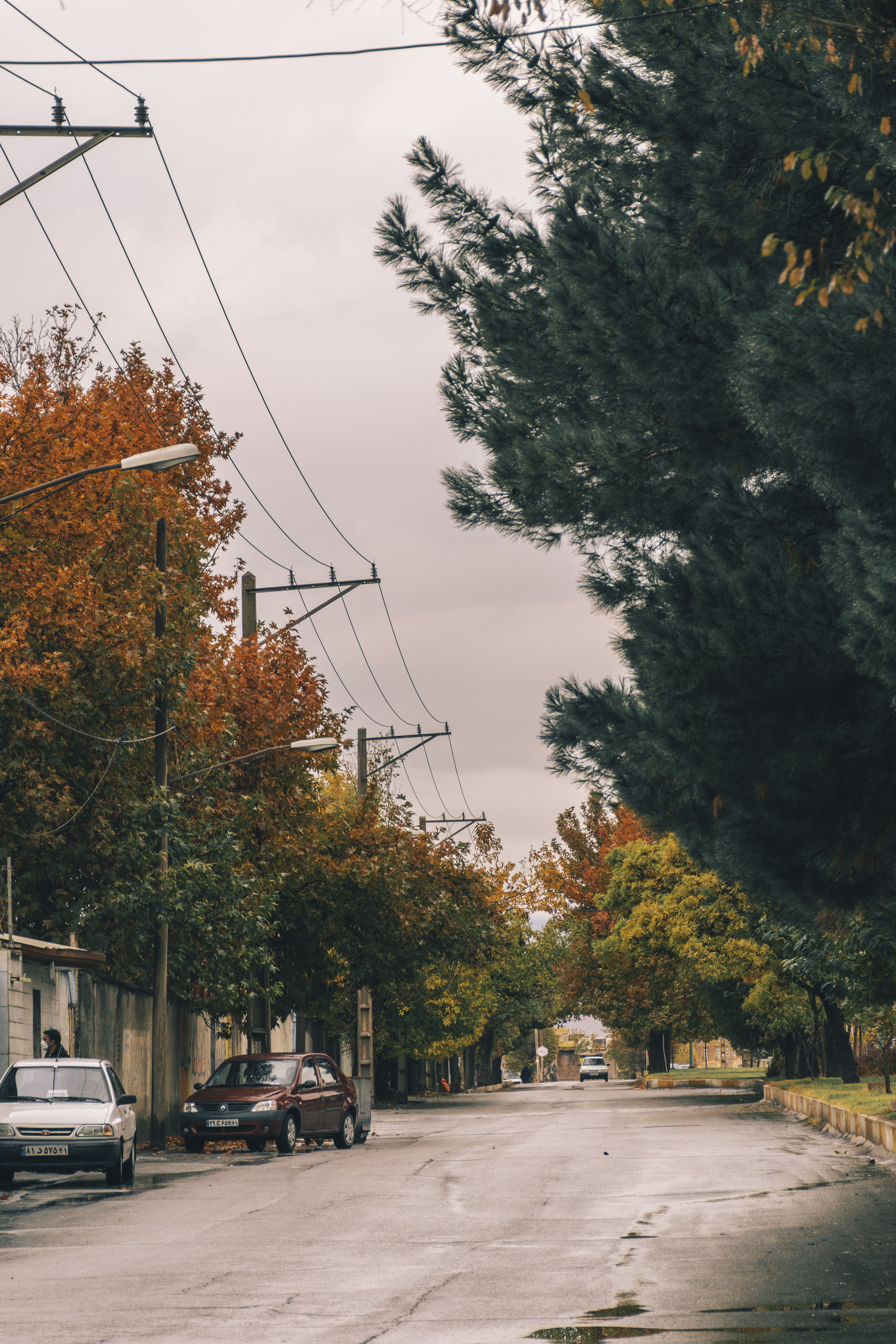
دورود در فصل پاییز

شهر دورود بر کوهپایه‌های زاگرس و در دشت سیلاخور قرار گرفته است به طوریکه از جنوب به کوه‌های باباهور ختم می‌شود، همچنین در جنوب شرقی شهر کوه پریز چشم‌انداز منحصر به فردی را به وجود آورده است. دورود شهرستانی است در شرق استان لرستان و مرکز آن شهر دورود است. مساحت شهرستان دورود ۱۳۲۶ کیلومتر مربع است که ۷/۴٪ خاک لرستان را شامل می‌شود. این شهرستان از غرب به شهرستان خرم‌آباد، از شمال به شهرستان بروجرد و شهرستان شازند، از شرق به شهرستان ازنا، از جنوب به شهرستان الیگودرز متصل است.

### اقلیم
دورود دارای آب و هوای آب و هوای معتدل کوهستانی است. دورود معمولاً دارای بیشترین بارش در استان لرستان می‌باشد که متوسط بارش سالانه در این شهرستان ۶۸۶/۴ میلی‌متر است. میانگین بارش در فروردین به بیش از ۱۰۰ میلی‌متر می‌رسد و در اردیبهشت به ۲۲ میلی‌متر کاهش می‌یابد. همچنین میانگین بارش در آبان ۱۹۴/۴، آذر ۱۳۱/۴، دی ۱۰۷/۹، بهمن ۵۲/۳ و اسفند ۴۷/۵ می‌باشد. تعداد روزهای یخبندان در دورود ۷۴ روز می‌باشد.

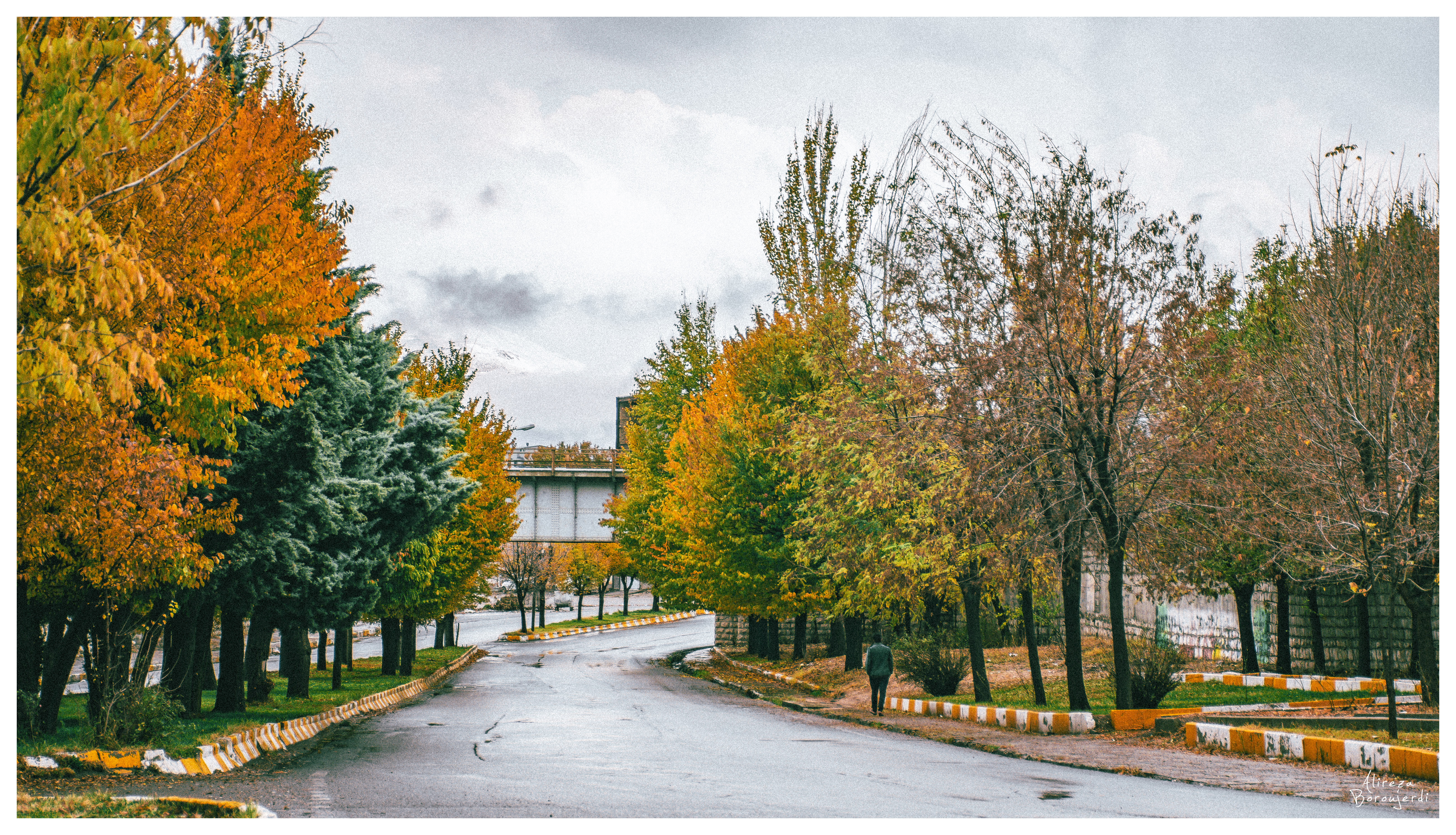
پاییز در دورود

کم‌ترین درجه حرارت شهر دورود در زمستان به‌طور میانگین ۷۹٫۵ درجه سانتی‌گراد و بیشترین درجه حرارت در تابستان به‌طور میانگین ۵٫۲۷ درجه سانتی‌گراد است.
دورود به دلیل عواملی مانند کوهستانی بودن منطقه ریزش باران و برف فراوان، دارای شبکه آب‌های روان غنی و است و یکی از مناطق پرآب استان لرستان محسوب می‌شود.
|                  | ژانویه | فوریه | مارس | آوریل | مه   | ژوئن | ژوئیه | اوت  | سپتامبر | اکتبر | نوامبر | دسامبر |   |       |
| دمای بیشینه (°C) | ۹٫۱    | ۱۰٫۱  | ۱۶٫۶ | ۱۸٫۵  | ۲۵٫۵ | ۳۳٫۷ | ۳۷٫۶  | ۳۲٫۷ | ۲۷٫۸    | ۱۶٫۷  | ۹٫۴    | ۹٫۱    | Ø | ۲۰٫۶  |
| دمای کمینه (°C)  | -۳٫۰   | -۱٫۰  | ۵٫۴  | ۷٫۲   | ۱۲٫۰ | ۱۷٫۳ | ۲۲٫۳  | ۲۱٫۱ | ۱۷٫۵    | ۱۳٫۷  | ۷٫۳    | ۰٫۲    | Ø | ۱۰    |
|                  |        |       |      |       |      |      |       |      |         |       |        |        |   |       |
| بارش (mm)        | ۱۰۷٫۹  | ۵۲٫۳  | ۴۷٫۵ | ۱۰۰٫۸ | ۲۲٫۲ | ۲٫۷  | ۰٫۰   | ۰٫۶  | ۶٫۹     | ۲۲٫۴  | ۱۹۴٫۴  | ۱۳۱٫۴  | Σ | ۶۸۹٫۱ |
|                  |        |       |      |       |      |      |       |      |         |       |        |        |   |       |
| روزهای بارانی    | ۱۰٫۷   | ۱۰٫۰  | ۱۱٫۷ | ۱۱٫۱  | ۶٫۷  | ۱٫۱  | ۰٫۸   | ۰٫۳  | ۰٫۵     | ۴٫۴   | ۷٫۸    | ۹٫۶    | Σ | ۷۴٫۷  |

| -۳٫۰ |

| -۱٫۰ |

| ۵٫۴ |

| ۷٫۲ |

| ۱۲٫۰ |

| ۱۷٫۳ |

| ۲۲٫۳ |

| ۲۱٫۱ |

| ۱۷٫۵ |

| ۱۳٫۷ |

| ۷٫۳ |

| ۰٫۲ |

| -۳٫۰ |

| -۱٫۰ |

| ۵٫۴ |

| ۷٫۲ |

| ۱۲٫۰ |

| ۱۷٫۳ |

| ۲۲٫۳ |

| ۲۱٫۱ |

| ۱۷٫۵ |

| ۱۳٫۷ |

| ۷٫۳ |

| ۰٫۲ |

| بارش | ۱۰۷٫۹  | ۵۲٫۳  | ۴۷٫۵ | ۱۰۰٫۸ | ۲۲٫۲ | ۲٫۷  | ۰٫۰   | ۰٫۶ | ۶٫۹     | ۲۲٫۴  | ۱۹۴٫۴  | ۱۳۱٫۴  |
|      | ژانویه | فوریه | مارس | آوریل | مه   | ژوئن | ژوئیه | اوت | سپتامبر | اکتبر | نوامبر | دسامبر |

### زمین لرزه
دورود از نقاط زلزله خیز کشور است. منطقه دورود و نواحی اطراف آن روی کمربند چین خورده زاگرس که نواحی جنوب و جنوب غرب کشور را شامل می‌شود قرار دارد. در سده سیزدهم هجری قمری زمین‌لرزه‌ای با بزرگای ۴/ ۷ ریشتر دشت سیلاخور را لرزاند که دست کم ۸۰۰۰ نفر کشته برجا گذاشت. این زلزله، یکی از بزرگ‌ترین زمین لرزه‌های ثبت شده ایران است. همچنین زمین لرزه فروردین ۱۳۸۵ باقدرت ۶٫۱ ریشتر از جمله زمین لرزه‌های بزرگ این منطقه بوده است. این حادثه که با دو پیش‌لرزه و بیش از یکصد و پنجاه پس‌لرزه همراه بود، مخرب‌ترین زمین لرزه این سال در این کشور بود و باعث کشته شدن ۶۳ نفر و زخمی شدن بیش از ۱٬۴۵۰ نفر از مردم شهرستان‌های بروجرد و دورود شد.

### سِیل
دورود به دلیل قرارگیری در دشت سیلاخور و دارا بودن کم‌ترین ارتفاع در این دشت و همچنین وجود رودخانه‌های متعدد همچون تیره و ماربره، و وجود سدهای همچون سد مروک در بالا دست این رودخانه‌ها، همیشه یکی از کاندیدهای وقوع سِیل می‌باشد. در فروردین ماه ۱۳۹۸، با ورود سامانه بارشی بسیار قوی از غرب و جنوب غربی ایران، بسیاری از شهرهای استان لرستان هشدار وقوع سِیل در یافت کردند. در دورود به دلیل سر ریز شدن سد مروک و همچنین طغیان رودخانه تیره، خانه‌های در جوار رودخانه، ۸ روستا در بخش مرکزی دورود تخلیه شدند. همچنین کودکی ۱۰ ساله نیز در دورود قربانی سیل ۹۸ شد. خسارات در دورود در سطح آب گرفتگی خانه‌های اطراف رودخانه، رانش زمین و مسدود شدن راه ارتباطی برخی از روستاها گردید.

## مردم‌شناسی

### جمعیت
بر پایه سرشماری عمومی نفوس و مسکن در سال ۱۳۹۵ جمعیت شهرنشین دورود۱۳۴٬۵۳۷ نفر بوده است. دورود، هشتادمین شهر پر جمعیت ایران و سومین شهر پر جمعیت استان لرستان پس از خرم‌آباد و بروجرد می‌باشد. جمعیت شهرستان دورود در همین سال این شهر ۲۴۱٬۹۳۸بوده است. از جمعیت شهرستان دورود، ۱۲۱٬۵۰۸ نفر را مردان و ۱۲۰٬۴۳۰ نفر را زنان تشکیل می‌دهند.

### زبان و گویش
مردم دورود به زبان لری صحبت می‌کنند. از نظر زبان و گویش در شهر دورود می‌توان به گویش‌های لری بختیاری، لری مینجایی شامل (لری خرم‌آبادی و لری بالاگریوه ایی) و دراطراف دورود و در روستاها لری سیلاخوری اشاره کرد.

### دین و مذهب
مردم شهر دورود شیعه هستند هر ساله مراسم عزاداری محرم در دورود انجام شده که مردم در آن به عزاداری برای حسین بن علی و یارانش می‌پردازند.

## جاذبه‌های طبیعی
شهرستان دورود دارای جاذبه‌های طبیعی بسیاری است به طوری‌که از این شهرستان به عنوان پایتخت طبیعت ایران یاد می‌شود. در سال ۱۳۸۹ تمبر اختصاصی با عنوان دورود پایتخت طبیعت ایران توسط پست جمهوری اسلامی ایران به چاپ رسید. برای معرفی طبیعت زیبای شهرستان دورود می‌توان به مناطق زیر اشاره کرد: آبشار بیشه، دریاچه گهر، کوه رنگیه، غار مرده‌ها، غار منو، غار وقت ساعت، آبشار دوش خرسان، آبشار ازنادر، آبشار عزیز آباد، دره نی گا (نیگا)، تنگه هشوید، تالاب ازگن، بیشه لنج آباد، بیشه آبگرم اشاره کرد.

### دریاچه گهر
دریاچه گهر یکی از زیباترین و منحصربه‌فردترین دریاچه‌های ایران است که در شهرستان دورود قرار گرفته و سالانه پذیرای بسیاری از گردشگران داخلی و خارجی است. این دریاچه زیبا در منطقه حفاظت‌شده اشترانکوه قرار دارد که هم‌اکنون مدیریت حفاظت محیط زیست این منطقه در اختیار اداره حفاظت محیط زیست لرستان است که به نگین زاگرس معروف است. این دریاچه، آبی شفاف و کریستالی دارد به گونه‌ای که در نقاط کم عمق (۴ متر) می‌توان ماهیان کف دریاچه را به خوبی مشاهده کرد. خود دریاچه بزرگ به دو بخش ساحلی ماسه‌ای و صخره‌ای تقسیم می‌شود. بخش‌های ساحلی در غرب و شرق دریاچه قرار دارند که برای شنا کردن مناسب هستند. ارتفاع این منطقه از سطح دریا ۲۳۶۰ متر است. زمین شناسان احتمال می‌دهند که دریاچه گهر بر اثر وقوع یک زمین لرزه عظیم به وجود آمده‌اند چرا که بر روی گسل اصلی زاگرس قرار دارند. عمق گهر نیز از چهار تا ۲۸ متر است. دریاچه گهر از اواخر بهار تا پایان تابستان هوای دلپذیری دارد و طبیعت سبز و دلربای آن شما را مجذوب خود می‌کند. این دریاچه تحت نظارت کارشناسان یونسکو قرار گرفته است و قرار است در آینده دریاچه گهر دورود ثبت جهانی شود.

### دره نی گا، «گراند کانیون» ایران
در مسیر دریاچه گهر، رودی به نام سفید آب وجود دارد که در مسیر این رود دره ای صخره مانند وجود دارد. از مشخصات این دره می‌توان به دیوارهای صخره ای بلند و عرض ۵۰۰ متر اشاره کرد. این دره به نام دره نیگاه یا گراند کانیون ایران معروف است و از دیگر جاذبه‌های گردشگری شهر دورود می‌باشد.

### پریز کوه

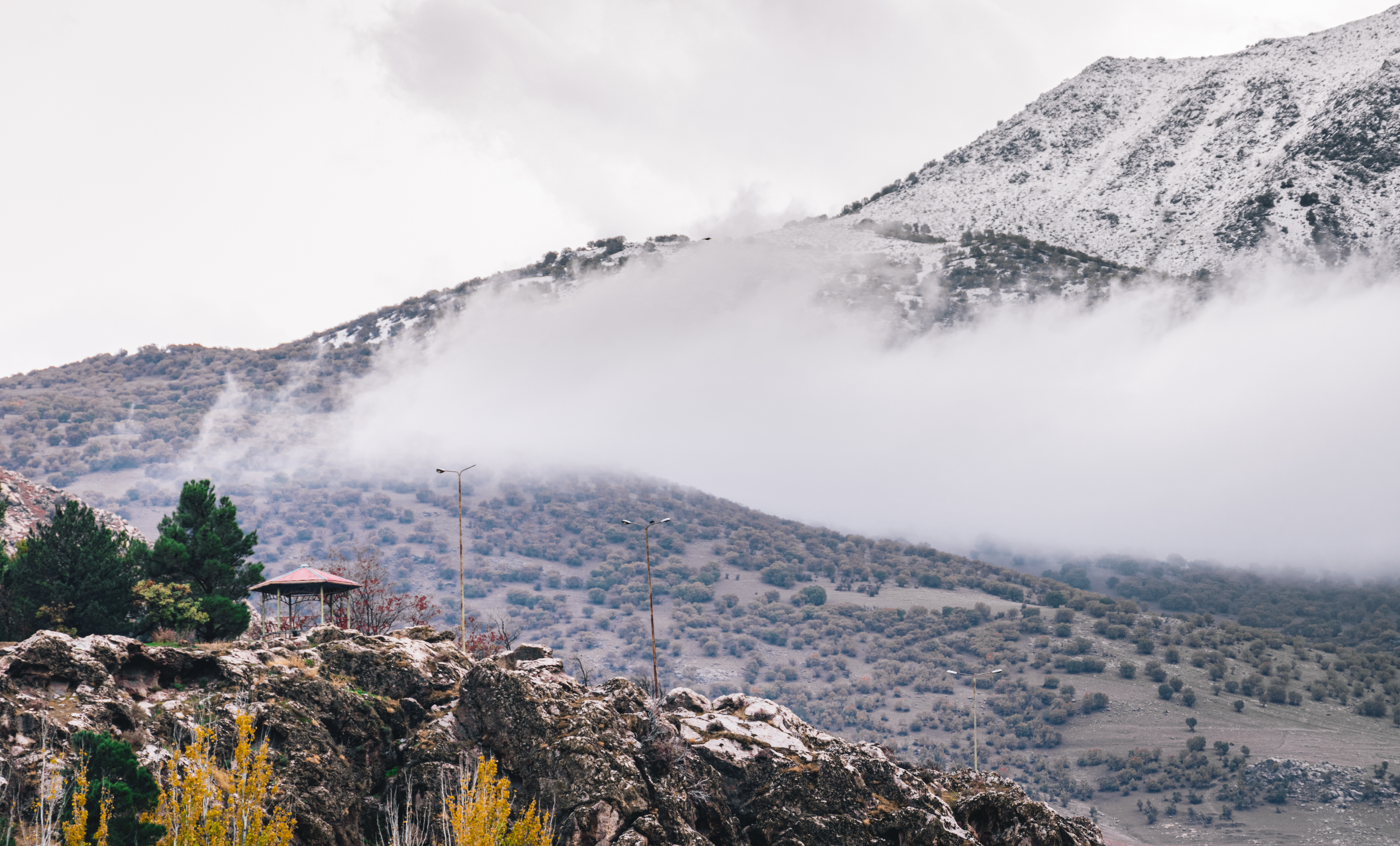
پارک جنگلی دورود و کوه پریز

کوه پریز از کوه‌های جنوب شرقی شهرستان دورود قرار دارد که قله این کوه به ارتفاع ۳۰۹۵ متر است. در راه صعود به این قله چشمه راکن قرار گرفته است. در مسیر صعود به این قله، غاری به اسم غار پریز نیز وجود دارد که محلی برای استراحت کوهنوردان می‌باشد. از معروفترین قله‌های کوه پریز می‌توان به قله «کر و دختر» اشاره کرد.

### کوه قارون

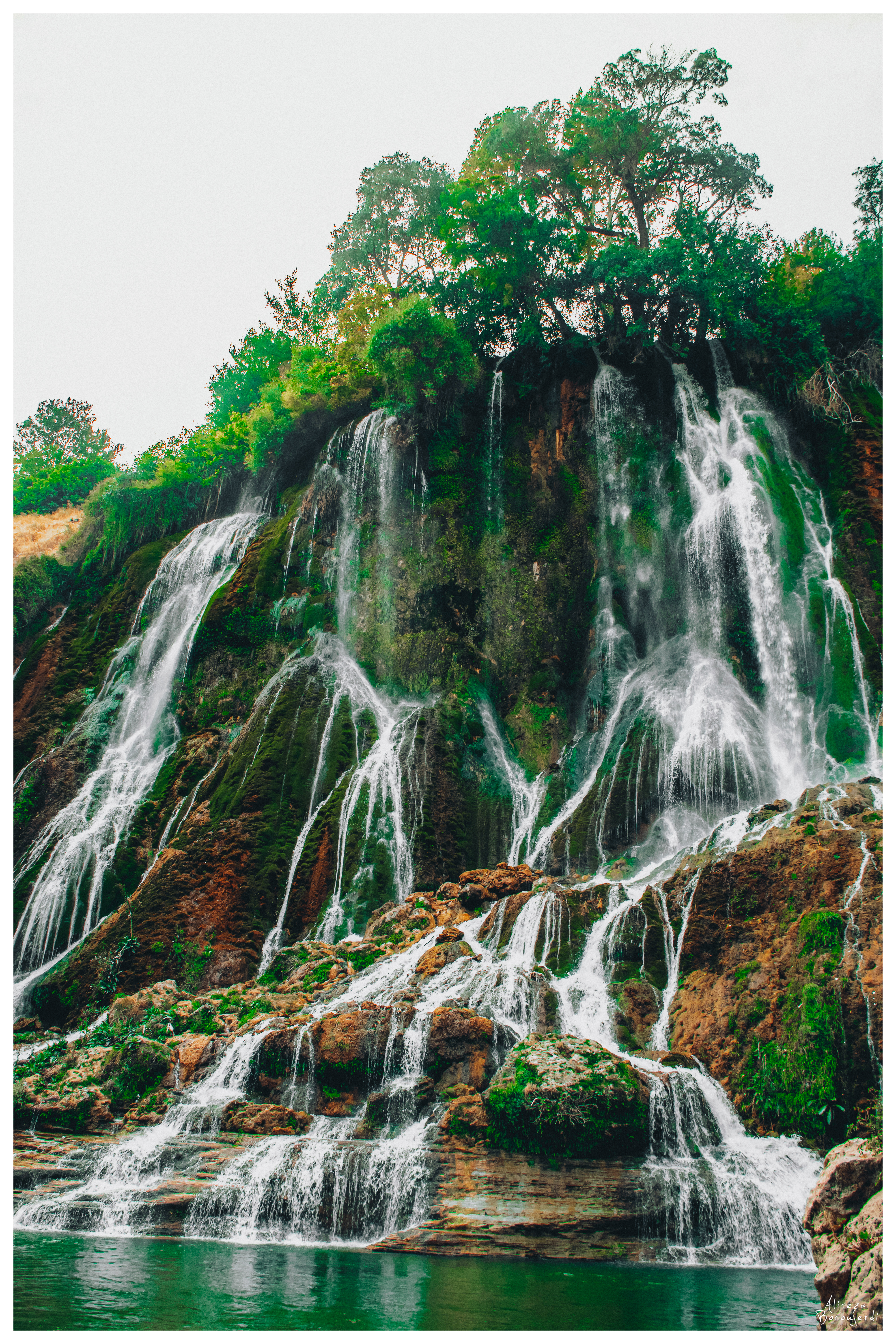
آبشار بیشه اسرم دورود

کوه قارون از کوه‌های جنوب شهرستان دورود می‌باشد که قله این کوه به ارتفاع ۲۹۵۰ متر است. در راه صعود به این قله از طریق ایستگاه راه‌آهن قارون یا جاده آسفالته روستای پیر عبدالله می‌باشد. در مسیر صعود به این قله، چند چشمه به نام چشمه صیاد و چشمه پرویز نیز وجود دارد که محلی برای استراحت کوهنوردان می‌باشد.

### چشمه وقت و ساعت
چشمه "وقت و ساعت" یکی دیگر از مناطق تفریحی و گردشگری شهر دورود می‌باشد. در طول سال همیشه آب دارد و در مدت زمان معین سرشار از آب است و در مدت زمان دیگر کاملاً خشک می‌شود و این جوشش و بی آبی یه طور متناوب همیشه ادامه دارد. میزان آب موجود در این چشمه در فصل‌های مختلف سال متفاوت است. در فصل پاییز در سه دوره زمانی عملکرد چشمه به این صورت است: به مدت ۴۰ آب آن کاملاً قطع می‌شود ولی برای ۱۰ دقیقه ۵۰ درصد از حجم آب به‌طور شگفت‌انگیز از چشمه می‌جوشد و جریان دارد سپس به مدت ۴۵ دقیقه آب آن به‌طور کامل قطع می‌شود و دوباره برای ۱۰ دقیقه کمی بیشتر از دفعه قبل یعنی حدود ۶۰ تا ۷۰ درصد حجم کل آب در چشمه جریان پیدا می‌کند.
در فصل بهار حجم آب چشمه به اندازه یک رودخانه است و کف غار را که حدود ۱۰ متر پهنا دارد پرآب می‌کند و به اندازه ۲۹ سانتی‌متر از کف غار بالا می‌آید. این چشمه یکی از تفرجگاه‌های زیبا لرستان است که در شهرستان دورود قرار دارد.

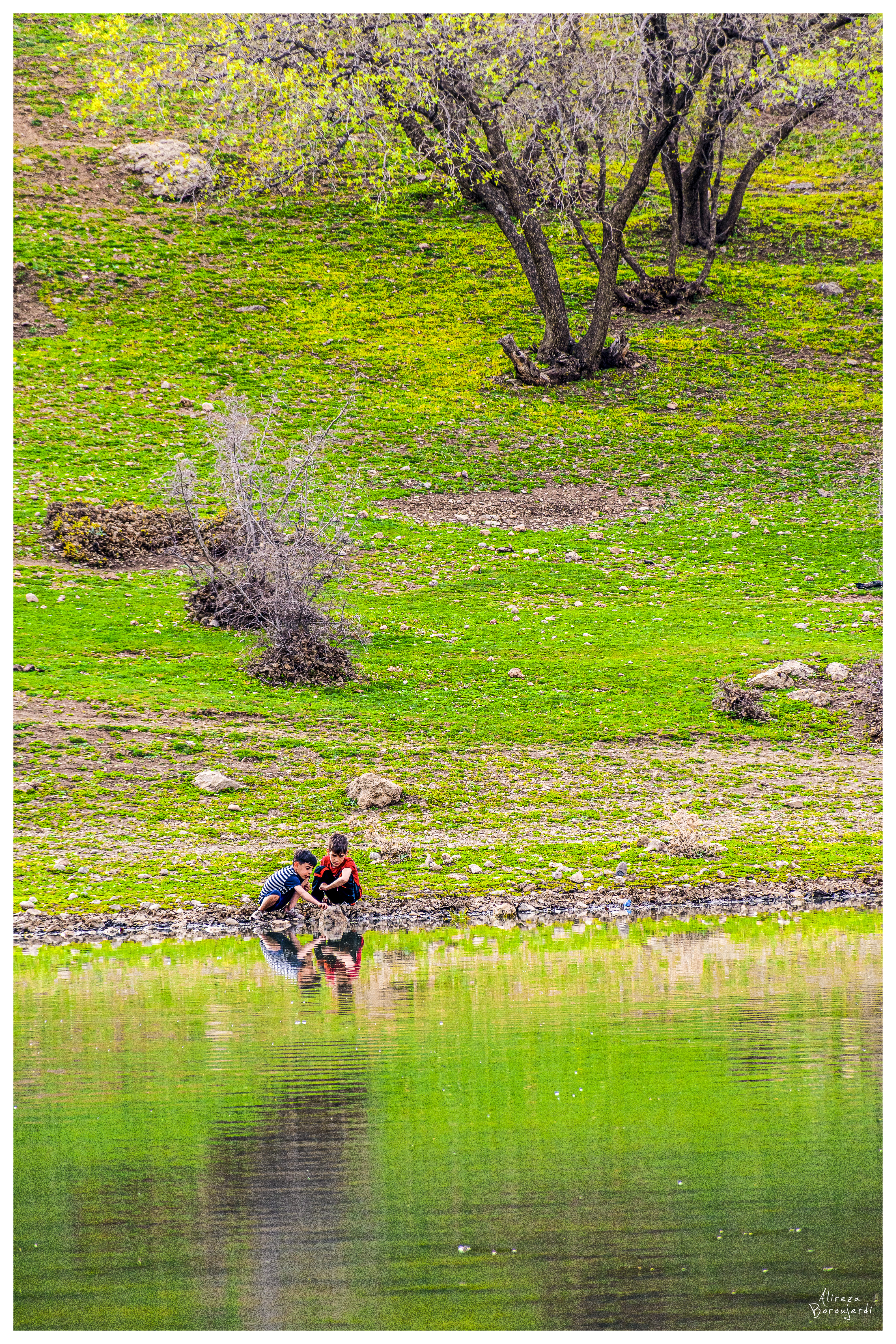
تالاب ازگن دورود

### تالاب ازگن
تالاب ازگن، تالابی فصلی در شهر دورود و در نزدیکی آبشار آب گرم قرار دارد. این تالاب فصلی بوده و از ابتدای بهار تا اواخر بهار به دلیل بارش‌ها، دارای آب می‌باشد. این تالاب یکی از دیدنی‌های شهر دورود در بهار می‌باشد.

### باباهور
باباهور یکی از مناطق گردشگری در شهرستان دورود است. بلندی باباهور دارای درختان بلوط و مناسب برای تفریح و گردش می‌باشد.

### آبشارها
- آبشار ازنادر آبشار ازنادر یا دره اسپر آبشاری فصلی است که در ۷ کیلومتری جنوب خاوری دورود در درهٔ اسپر قرار دارد.
- آبشار آبگرم این آبشار در فاصله ۲۳ کیلومتری جنوب شهرستان دورود به طرف بیشه پوران در امتداد جاده راه‌آهن است.
- آبشار تله زنگ این آبشار در دامنه سالن کوه (ایستگاه تنگ هفت از توابع شهرستان دورود) واقع‌شده است.[۴۱]
- ابشار بیشه که در مسیر راه‌آهن سراسری جنوب واقع شده است.

## صنایع

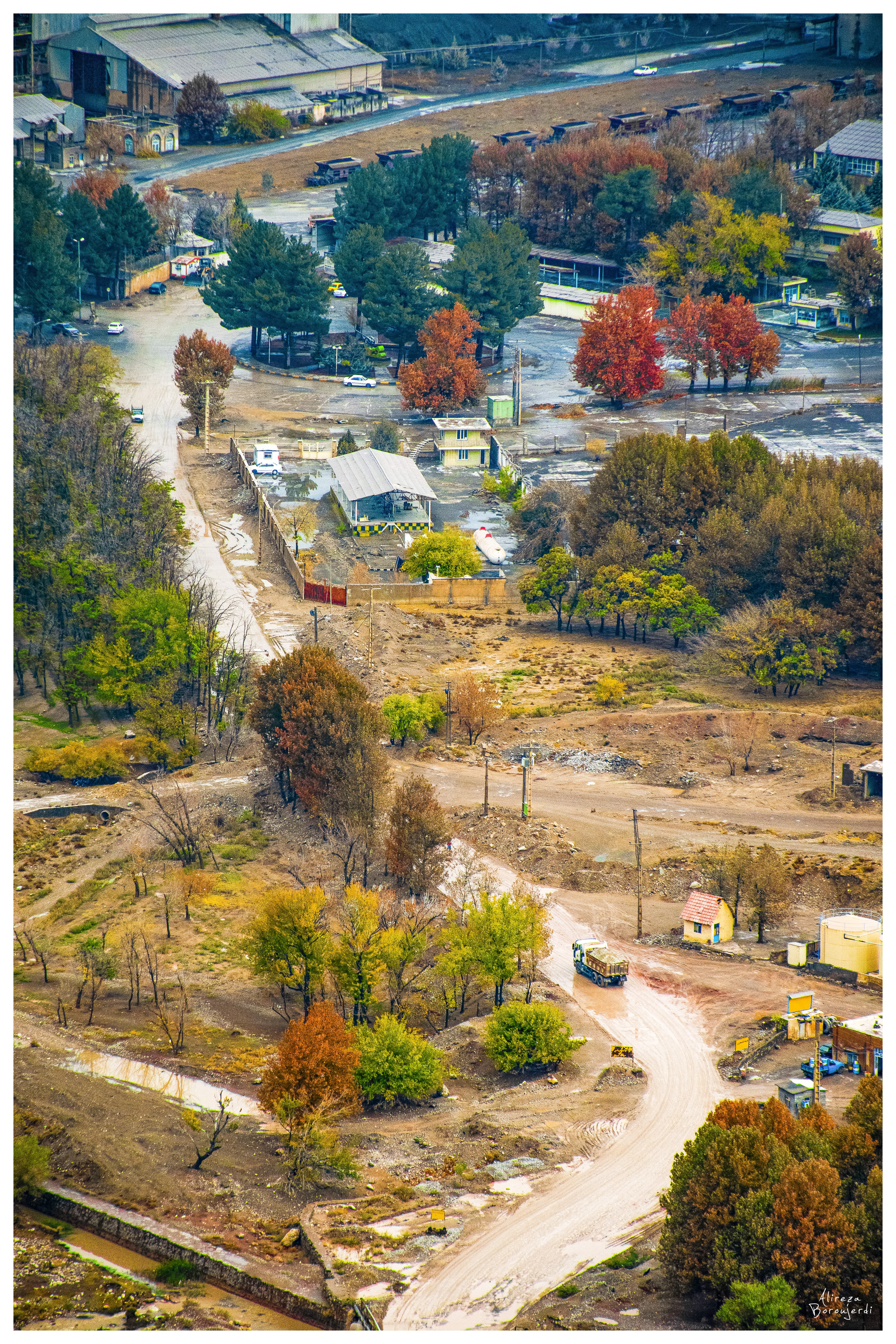
مسیر معدن کارخانه سیمان دورود

دورود صنعتی‌ترین شهر لرستان است. دورود دارای معادن سنگ بسیاری است که کارخانهٔ سیمان و سنگ بری‌ها را پوشش می‌دهد. در این شهر کارخانه‌های همچون سیمان، فارسیت، صنایع دفاع، قند، نیروگاه گازی، آرد و صنایع غذایی گهر وجود دارد. شرکت سیمان دورود یکی از کارخانه‌های شهر دورود و تأمین‌کننده سیمان مناطق هم‌جوار استان مانند خرم‌آباد، بروجرد، اراک و همدان می‌باشد که طرح‌ریزی آن در زمان پهلوی بوده است و در حال حاضر در سه واحد فعالیت می‌کند. واحد شماره یک این شرکت در سال ۱۳۳۸ افتتاح شد. همچنین نیروگاه گازی دورود یکی از منابع تأمین انرژی در لرستان است که اخیراً سومین واحد این نیروگاه نیز راه اندازی شده است. مجتمع صنایع نظامی بنی‌هاشم که در شرق شهر دورود قرار دارد از زیر مجموعه‌های وزارت دفاع و پشتیبانی نیروهای مسلح جمهوری اسلامی ایران است و در زمینه تولید تجهیزات نظامی فعال است. شرکت صنایع غدایی گهر لرستان از مجموعه‌های اقتصادی شرکت توسعه سرمایه‌گذاری امیرمنصور آریا بود که چند سال بعلت مسائل و مشکلات قضایی به حالت تعطیل درآمد و در تابستان ۱۳۹۵ با حضور آقای رحمانی فضلی وزیر کشور مجدداً راه اندازی شد.
| نام                         | سال تأسیس (خورشیدی) | رده فعالیت  | محصولات تولیدی |
| --------------------------- | ------------------- | ----------- | --- |
| شرکت سیمان دورود            | ۱۳۳۸                | سیمان       | تولید سیمان |
| فارسیت دورود                | ۱۳۳۸                | فلزات       | تولید اورینگ لوله‌های فشاری و فاضلابی روکش غلطک‌های لاستیکی شیارزنی غلطک‌های لاستیکی و قطعات لاستیکی (کاسه نمد، ضربه گیر و پکینگ …) |
| صنایع دفاع دورود            | ۱۳۴۸                | صنایع دفاعی | تانک |
| کارخانه قند لرستان          | ۱۳۴۵                | قند         | تولید قند و شکر |
| نیروگاه گازی دورود          | ۱۳۵۶                | نیرو        | تولید برق |
| کارخانه آرد دورود           | ۱۳۷۸                | کشاورزی     | آرد |
| شرکت صنایع غدایی گهر لرستان | ۱۳۹۵                | صنایع غذایی | درب‌های بطری، پریفرم |

## ساختار شهری

### پیش از ساخت شهر
پیش از ساخت شهر در جای کنونی و در پیرامون آن چند ده وجود داشت، در جنوب و شمال شرق و غرب دورود روستاهایی وجود داشت که به مرور با گسترش شهر، به نقاط شهری دورود افزوده شدند و سبب گسترش شهر شدند.

### گسترش شهر
با عبور راه‌آهن سراسری ایران در دوره پهلوی، مهاجرت بیشتر مردم به دورود، سبب شد شهر گسترش چشم‌گیری نسبت به قبل داشته باشد و گسترش شهرنشینی شتاب بگیرد. از دیگر دلایل گسترش شهر می‌توان وجود کارخانه‌های متعدد در این شهر و همچنین موقعیت خاص جغرافیایی به دلیل قرارگیری در شاه راه اصلی ایران دانست. ساخت پل راه‌آهن، پل امام خمینی و پل‌های متعدد بر روی رودخانه‌های شهر سبب زیبایی خاص شهر شد. به دلیل نزدیک بودن برخی روستاها به شهر، و اضافه شدن این روستاها به نقاط شهری، گسترش شهر به صورت بی نظم شکل گرفت اما رفته رفته نواقص برطرف شد.

### تاریخ تأسیس شهرداری
تاریخ تأسیس شهرداری در دورود به موج دوم نوگرایی در حکومت پهلوی اول بازمی‌گردد. در این دوره با تصویب قانون بلدیه، اقدامات شهرسازی گسترش یافت. بر این اساس بناهای اداری در شهرها ابتدا در تهران و سپس در شهرهای دیگر مانند تبریز، مشهد، اصفهان، همدان و … ساخته شد.
شهرداری دورود در سال ۱۳۲۸ خورشیدی تأسیس گردید. از جمله مناطق دورود می‌توان به حسین‌آباد، سی متری، کندوان، الغدیر، ۸۰۰ دستگاه، آزادگان، انگشته، کوی همت، جماران، ۹۰ متری و … اشاره کرد.

## سلامت و بهداشت
دورود دارای دو بیمارستان با نام‌های بیمارستان نرگس (۶۴ تخت خوابی)، بیمارستان هفتم تیر (۱۸۹ تخت خوابی) و سه با نام‌های درمانگاه شهدای کارگر و درمانگاه مصطفی خمینی و درمانگاه صدرا ناصرالدین است. همچنین دورود دارای یک مرکز مشاوره نیز می‌باشد که به تازگی به افتتاح رسیده است. درمانگاه صدرا واقع در ناصرالدین از فروردین سال ۱۳۹۹ آغاز به فعالیت کرد و داروخانه دکتر بیاتی، روبروی درمانگاه قرار دارد. بیمارستان نرگس دورود در سال ۱۳۸۰ تأسیس و به عنوان بیمارستان تخصصی زنان دایر گردید. در سال ۱۳۹۶ با ساخت زایشگاه در بیمارستان هفتم تیر، نرگس به عنوان بیمارستان همگانی درآمد. همچنین پروژه بیمارستان ۲۵۰ تخت خوابی گهر دورود نیز در حال ساخت می‌باشد و به زودی آماده بهره‌برداری می‌باشد. دانشکده پرستاری دورود نیز در حال حاضر در مقاطع کارشناسی پیوسته پرستاری و کارشناسی ناپیوسته بهداشت عمومی و کاردانی فوریت‌های پزشکی به پذیرش دانشجو می‌پردازد.

## پارک‌ها و فضای سبز

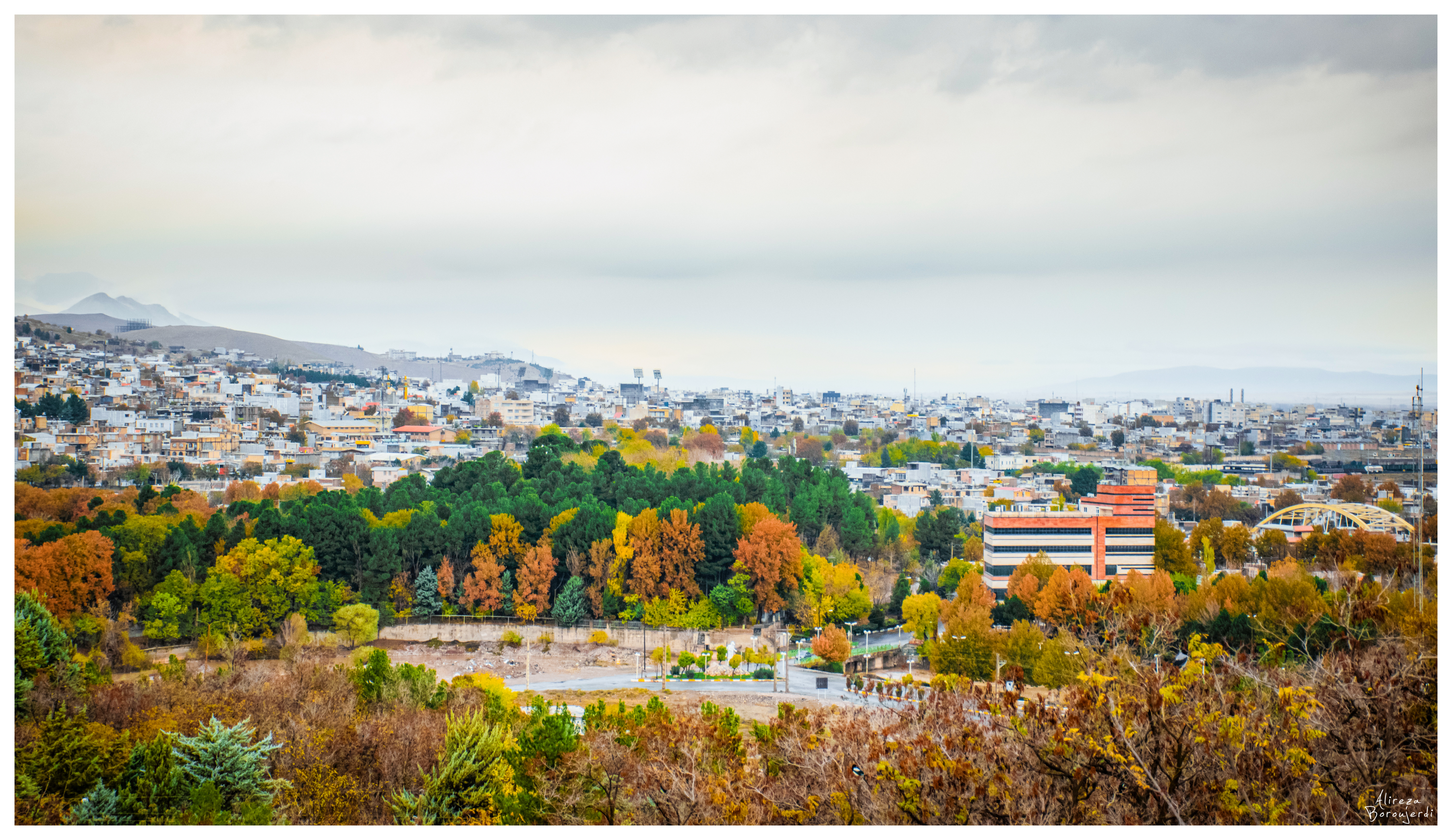
پارک جنگلی

این سازمان در سال ۱۳۸۴ و به صورت مستقل از شهرداری دورود فعالیت خود را آغاز کرد. در حال حاضر میزان فضای سبز شهر دورود ۱۲ مترمربع برای هر شهروند است.

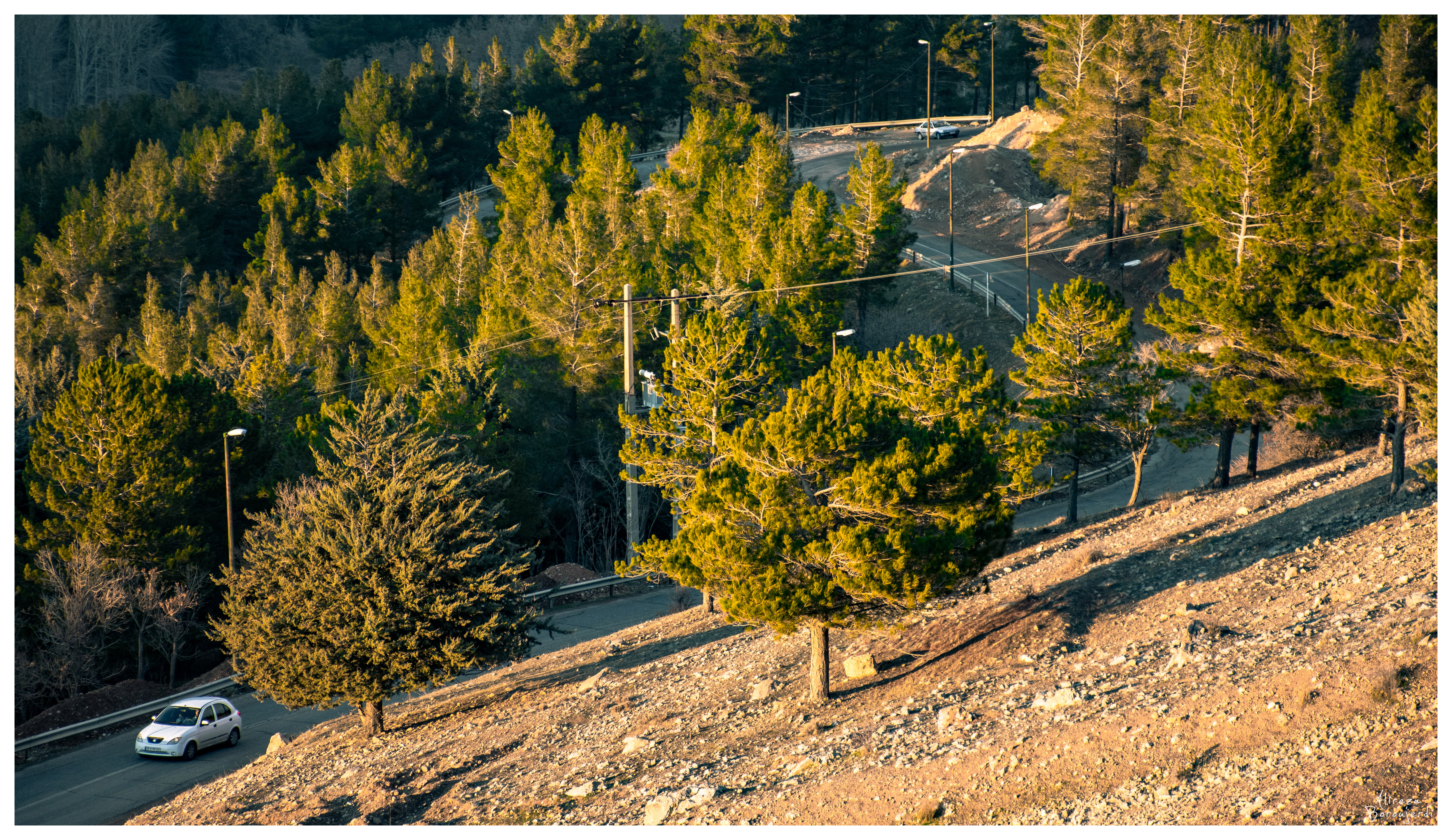
جاده‌های پیچ در پیچ پارک جنگلی دورود

برخی از پارک‌های مهم شهر دورود:
- پارک آزادگان[۸۳]
- پارک جنگلی[۸۴]
- پارک دانشجو[۸۵]
- پارک صفا
- پارک ۹۰ متری

## ورزش

نشان تیم گهر دورود

باشگاه فوتبال گهر دورود لرستان با نام پیشین گهر زاگرس، یک باشگاه فوتبال ایرانی در شهر دورود می‌باشد که در لیگ برتر ایران بازی می‌کرد. این باشگاه که در گذشته تحت امتیاز باشگاه داماش گیلان و توسط آقای مهراب حسنی در دورود آغاز به فعالیت نمود و به درخواست مردم به گهر دورود تغییر نام داد، در مهر ماه ۱۳۹۱ در قراردادی که به صورت اجاره به شرط تملیک است به حسن هدایتی، برادر حسین هدایتی واگذار و نام آن به استیل‌آذین گهر دورود تغییر نام یافت. تماشاگران دورودی در آن دوره از لیگ برتر از نظر ادب و فرهنگ در کشور به عنوان تماشاچیان اخلاق مدار معرفی شدند. به‌طوری‌که بعضی از بازیکنان مطرح کشور پس از بازی در ورزشگاه تختی دورود گفته بودند که این اولین بار است ما در جایی بازی می‌کنیم و به ما فحاشی نمی‌کنند.
تیم کشتی سیمان دورود، یک تیم کشتی در شهر دورود است که در لیگ برتر آزاد کشتی شرکت می‌کرد. تیم کشتی سیمان دورود در فصل ۸۷–۸۸ لیگ برتر کشتی آزاد اعلام آمادگی کرد و در این فصل لیگ برتر حاضر شد. در پایان فضل تیم سیمان دورود نتوانست نتایج مناسبی بگیرد.

### امکانات ورزشی
از امکانات ورزشی شهر دورود می‌توان به ورزشگاه ۱۰٬۰۰۰ نفری تختی اشاره کرد. این ورزشگاه در مرکز شهر دورود قرار دارد و در گذشته محل بازی‌های تیم گهر دورود در لیگ برتر بود.
خانه کشتی دورود از دیگر امکانات ورزشی شهر دورود است که در بهمن ماه ۱۳۸۷ افتتاح گردید.

## ترابری

### مسیرهای ارتباطی
دورود پرترددترین شهر لرستان است. دورود در مسیر اصلی شاه راه تهران-جنوب قرار دارد. وجود راه‌آهن مرکزی لرستان دورود را در زمرهٔ شهرهای پر بازدید ایران قرار داده است. فاصله زمینی دورود با خرم‌آباد ۸۲ کیلومتر، با تهران ۴۳۰ کیلومتر، با اصفهان ۳۵۳ کیلومتر، با اهواز ۴۱۰ کیلومتر، با همدان ۱۹۸ کیلومتر است.
فاصلهٔ شهر دورود با برخی از مناطق پر رفت‌وآمد:
| شهر مقصد | مسافت         |
| -------- | ------------- |
| کرمانشاه | ۲۷۰ کیلومتر   |
| اراک     | ۱۵۷ کیلومتر   |
| همدان    | ۱۹۸ کیلومتر   |
| اهواز    | ۴۱۰ کیلومتر   |
| اصفهان   | ۳۵۳ کیلومتر   |
| سنندج    | ۳۷۳ کیلومتر   |
| تهران    | ۴۳۰ کیلومتر   |
| رشت      | ۵۹۵ کیلومتر   |
| شیراز    | ۶۹۶ کیلومتر   |
| تبریز    | ۷۸۹ کیلومتر   |
| مشهد     | ۱٬۲۴۹ کیلومتر |
| زاهدان   | ۱٬۴۸۵ کیلومتر |

بزرگراه دورود - بروجرد: این جاده تا پلیس راه دورود منطبق با «بزرگراه بروجرد - خرم‌آباد» است و از آنجا با طی ۱۵ کیلومتر دیگر در جهت جنوب شرقی به شهر دورود می‌رسد. طول این جاده ۴۵ کیلومتر است و سی کیلومتر نخست آن (بروجرد تا پلیس راه دورود) با نام قطعه «بزرگراه بروجرد-چالانچولان» نیز شناخته می‌شود.
بزرگراه دورود - ازنا: این جاده از دورود تا ازنا به مسافت ۴۴ کیلومتر است.

### راه‌آهن
راه‌آهن سراسری ایران در دورود موجب رونق اقتصادی این شهر بوده است. این خط که در زمان جنگ جهانی دوم توسط رضا شاه پهلوی ساخته شده از مهم‌ترین علل پیشرفت دورود می‌باشد. اداره کل راه‌آهن لرستان واقع در شهر دورود است. همچنین قرار است ۱۴۰ کیلومتر راه‌آهن از دورود به سمت خرم‌آباد احداث شود.
راه‌آهن استان لرستان به دلیل کوهستانی بودن مسیر یکی از مناطق پراهمیت شبکه ریلی ایران است. مسیر ریلی استان لرستان هم‌اکنون ۲۱۵ کیلومتر است که در طول این مسیر ۱۵ ایستگاه ایجاد شده است. مسیر راه‌آهن لرستان دارای ۱۳۳ تونل است، همچنین این مسیر در کنار رودخانه‌های دز و سزار می‌باشد.
ساخت راه‌آهن سراسری شمال به جنوب از سال ۱۳۰۶ آغاز و در سال ۱۳۱۷ به بهره‌برداری رسید. راه‌آهن لرستان ابتدا جزء ناحیه جنوب بود و در اواخر سال ۱۳۲۴ و پس از خروج متفقین از مناطق کوهستانی راه‌آهن جنوب بین ایستگاه‌های دورود و اندیمشک به وجود آمد.

#### انتقال اداره کل
اداره کل راه‌آهن لرستان از ابتدای استقلال از بخش جنوب در شهر اندیمشک مستقر بود. در حال حاضر این اداره کل به شهر دورود در استان لرستان منتقل شده است.

#### فرسودگی خطوط
فرسودگی خطوط راه‌آهن منطقه لرستان همواره سبب ایجاد حوادث متعدد و مسدود شدن تنها خط ارتباط ریلی تهران به جنوب شده است.

#### توسعه
طی طرحی که در دولت محمود احمدی‌نژاد مطرح گردیده است با اختصاص بودجه‌ای ۱۳۰۰۰ میلیارد ریالی راه‌آهن سراسری از شهر دورود به شهر بروجرد و شهرهای خرم‌آباد، کوهدشت، پلدختر و اندیمشک متصل کند. معاون ساخت و توسعه راه‌ها و راه‌آهن وزارت راه و شهرسازی ایران سرعت ساخت در این طرح را ۱۰۰ کیلومتر در ساعت عنوان کرده است.

### پایانه مسافربری
پایانه مسافربری دورود واقع در شهرک سینا می‌باشد. در این پایانه به ۲۲ غرفه تجاری و ۸ غرفه داخل سالن برای شرکت‌های مسافربری مجهز است و به مقاصد تهران، کرج، اراک، اصفهان، شیراز، اهواز، آبادان، کرمانشاه، سنندج، خرم‌آباد، دورود زنجان همدان وغیره… سرویس دهی می‌کند. در شهر دورود تعداد ۱۶ خط تاکسی دائم و۱۰ خط روستایی و همچنین ۷ خط تاکسی برون‌شهری فعال می‌باشند. تعداد ۲۶۰۰ واحد تاکسی خطی در سطح شهر و تعداد ۲۵۰واحد تاکسی خطی و موقت در مسیر برون‌شهری و روستایی امر خدمت رسانی به همشهریان دورودی را بر عهده دارند همچنین پایانه غرب در جهت بهره‌برداری و توسعه در اختیار بخش خصوصی قرار گرفته است.

## فرهنگ

### آداب و رسوم
مراسم سوگواری واقعه کربلا در دورود از تنوع و گستردگی زیادی برخوردار است. آئین سقاخانه یکی از شاخص‌ترین مراسم دهه اول محرم است که در آن برخی از خانواده‌های دورودی بخشی از خانه خود را با پارچه، چراغ و تصاویر مذهبی، سیاه پوش می‌کنند و شب هنگام با گشودن درب و روشن کردن چراغ و نصب پرچم بر سر در منزل، به پذیرایی از میهمانان عزادار می‌پردازند. همچنین تعزیه‌خوانی یکی از رسوم شهرستان دورود در ایام ماه محرم است. قدمت برگزاری تعزیه در برخی از نقاط دورود به بیش از ۲۰۰ سال می‌رسد. ساز سرنا، از دیگر رسوم و فرهنگ مردم دورود است که در مراسم سوگواری یا جشن‌های عروسی کاربردهای متنوع خود را دارد.

### سینما
فعالیت سینما کیهان دورود به سال ۱۳۴۰ بازمی‌گردد. این سینما در سال ۱۳۶۹ مورد باز سازی قرار گرفت. دفتر سینمای کیهان در خیابان شریعتی واقع است و در زمینه برپایی جلسه‌های نمایش و برگزاری نمایش واره‌ها در دورود فعالیت می‌کند. اجرای کنسرت‌های محلی و برپایی بزرگداشت‌ها و نمایش فیلم‌های سینمایی ایران در این سینما برگزار و پخش می‌شوند.

### کتابخانه‌ها
کتابخانه شهید بهشتی شهر دورود در سال ۱۳۴۶ تأسیس شده است که این کتابخانه تنها کتابخانه عمومی این شهرستان و هم‌اکنون با حدود ۱۲ هزار ۵۳۵ جلد کتاب است فعالیت می‌کند.

## آموزش

### آموزش عالی
- دانشگاه آزاد اسلامی واحد دورود[۱۱۰]
- دانشگاه علمی - کاربردی واحد دورود[۱۱۱][۱۱۲]
- آموزشکده فنی وحرفه ای پسران دورود[۱۱۳]
- دانشگاه پیام نور واحد دورود[۱۱۴]
- دانشکده پرستاری دورود[۱۱۵][۱۱۶]

## سازمان‌ها

### اداره کل راه‌آهن لرستان
راه‌آهن سراسری ایران در دورود موجب رونق اقتصادی این شهر بوده است. این خط که در زمان جنگ جهانی دوم توسط رضا شاه پهلوی ساخته شده از مهم‌ترین علل پیشرفت دورود می‌باشد. اداره کل راه‌آهن لرستان واقع در شهر دورود است. همچنین قرار است ۱۴۰ کیلومتر راه‌آهن از دورود به سمت خرم‌آباد احداث شود.

### آتش‌نشانی
سازمان خدمات ایمنی و آتش‌نشانی دورود که تا پیش از سال ۱۳۸۱ به عنوان واحد آتش فعالیت می‌کرد هم‌اکنون به عنوان به صورت یک سازمان مستقل در سطح شهر فعالیت می‌کند و دارای چند ایستگاه مجهز می‌باشد.

### شرکت ملی پخش فراورده‌های نفتی ایران ناحیه دورود
این شرکت که در صنعت نفت و گاز و تأمین و توزیع فراورده‌های نفتی این شهر فعالیت می‌کند و وظیفه تاٌمین سوخت کلیه واحدهای تحت پوشش در مناطق شهری و روستایی را دارد، همچنین با ۷ جایگاه فراورده مایع و ۵ جایگاه گاز سی ان جی سوخت اصلی مورد نیاز شهر را فراهم می‌کند.

### اتوبوسرانی
سازمان اتوبوسرانی شهر دورود در سال ۱۳۸۰ و با بکارگیری ۹ اتوبوس فعالیت خود را آغاز کرد. این سازمان هم‌اکنون به وسیله ۵۰ اتوبوس شانزده خط فعال در سطح شهر دارد. یکی از خدمات مطلوب سازمان اتوبوسرانی دورود، ارائه خدمات رایگان به نمازگزاران جمعه در مسیر رفت و برگشت می‌باشد که چندین سال است این خدمات‌رسانی به بهترین نحو ادامه دارد.

## نگارخانه

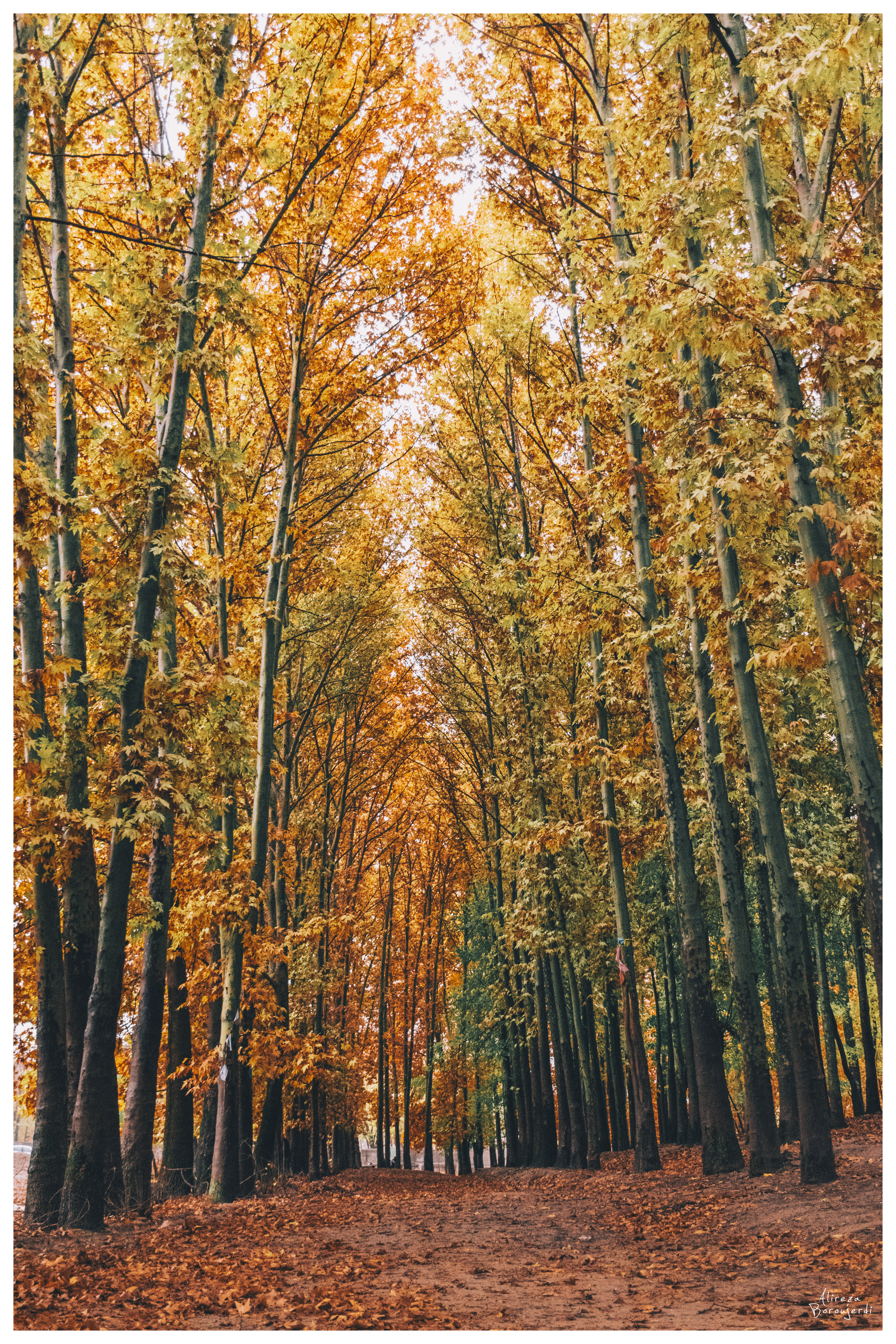
هزار پله